# IC 1244
IC 1244 је спирална галаксија у сазвјежђу Херкул која се налази на листи објеката дубоког неба у Индекс каталогу.
Деклинација објекта је + 36° 18' 14" а ректасцензија 17h 10m 33,6s. Привидна величина (магнитуда) објекта IC 1244 износи 13,7 а фотографска магнитуда 14,6. IC 1244 је још познат и под ознакама UGC 10739, MCG 6-38-3, CGCG 198-15, NPM1G +36.0419, PGC 59746.